# Mistrzostwa Świata w Lekkoatletyce 2022 – sztafeta 4 × 100 m kobiet
Sztafeta 4 × 100 metrów kobiet – jedna z konkurencji biegowych rozgrywanych podczas lekkoatletycznych mistrzostw świata na Hayward Field w Eugene.
Tytułu mistrzowskiego z 2019 nie obroniła reprezentacja Jamajki.

## Terminarz
Źródło: worldathletics.org.
| Data     | Godzina |            |
| -------- | ------- | ---------- |
| 22 lipca | 17:40   | Eliminacje |
| 23 lipca | 19:30   | Finał      |

## Rekordy
Tabela prezentuje rekord świata, rekord mistrzostw świata, rekordy kontynentów oraz najlepszy wynik na listach światowych w sezonie 2022 przed rozpoczęciem mistrzostw.
|                            | Państwo                                                                                         | Wynik | Miejsce     | Data                      |
| -------------------------- | ----------------------------------------------------------------------------------------------- | ----- | ----------- | ------------------------- |
| Rekord świata              | Stany Zjednoczone · (Tianna Madison, Allyson Felix, Bianca Knight, Carmelita Jeter)             | 40,82 | Londyn      | 10 sierpnia 2012(dts)     |
| Rekord mistrzostw świata   | Jamajka · (Veronica Campbell-Brown, Natasha Morrison, Elaine Thompson, Shelly-Ann Fraser-Pryce) | 41,07 | Pekin       | 29 sierpnia 2015(dts)     |
| Rekord Afryki              | Nigeria · (Beatrice Utondu, Faith Idehen, Christy Opara-Thompson, Mary Onyali-Omagbemi)         | 42,39 | Barcelona   | 7 sierpnia 1992(dts)      |
| Rekord Ameryki Południowej | Brazylia · (Evelyn dos Santos, Ana Cláudia Silva, Franciela Krasucki, Rosângela Santos)         | 42,29 | Moskwa      | 18 sierpnia 2013(dts)     |
| Rekord Ameryki Północnej   | Stany Zjednoczone · (Tianna Madison, Allyson Felix, Bianca Knight, Carmelita Jeter)             | 40,82 | Londyn      | 10 sierpnia 2012(dts)     |
| Rekord Australii i Oceanii | Australia · (Rachel Massey, Suzanne Broadrick, Jodi Lambert, Melinda Gainsford-Taylor)          | 42,99 | Pietersburg | 18 marca 2000(dts)        |
| Rekord Azji                | Chiny · (Lin Xiao, Li Yali, Liu Xiaomei, Li Xuemei)                                             | 42,23 | Szanghaj    | 23 października 1997(dts) |
| Rekord Europy              | NRD · (Silke Gladisch, Sabine Rieger, Ingrid Auerswald, Marlies Göhr)                           | 41,37 | Canberra    | 6 października 1985(dts)  |
| Listy światowe             | Szwajcaria · (Géraldine Frey, Mujinga Kambundji, Salomé Kora, Ajla Del Ponte)                   | 42,13 | Sztokholm   | 30 czerwca 2022(dts)      |

## Wyniki

### Eliminacje
Awans: 3 najlepsze sztafety z każdego biegu (Q) oraz 2 z najlepszymi czasami wśród przegranych (q).
Źródło: worldathletics.org.
| Pozycja | Bieg | Tor | Państwo                  | Zawodniczki                                                                  | Czas         | Uwagi |
| ------- | ---- | --- | ------------------------ | ---------------------------------------------------------------------------- | ------------ | ----- |
| 1.      | 2    | 2   | Stany Zjednoczone        | Melissa Jefferson, Aleia Hobbs, Jenna Prandini, Twanisha Terry               | 41,56        | Q,    |
| 2.      | 1    | 4   | Wielka Brytania          | Asha Philip, Imani Lansiquot, Ashleigh Nelson, Daryll Neita                  | 41,99        | Q,    |
| 3.      | 1    | 8   | Jamajka                  | Briana Williams, Natalliah Whyte, Remona Burchell, Kemba Nelson              | 42,37        | Q,    |
| 4.      | 1    | 3   | Niemcy                   | Tatjana Pinto, Alexandra Burghardt, Gina Lückenkemper, Rebekka Haase         | 42,44        | Q,    |
| 5.      | 2    | 8   | Hiszpania                | Sonia Molina-Prados, Jaël Bestué, Paula Sevilla, María Isabel Pérez          | 42,61        | Q,    |
| 6.      | 2    | 1   | Nigeria                  | Joy Udo-Gabriel, Favour Ofili, Rosemary Chukwuma, Nzubechi Grace Nwokocha    | 42,68        | Q,    |
| 7.      | 2    | 4   | Włochy                   | Zaynab Dosso, Dalia Kaddari, Anna Bongiorni, Vittoria Fontana                | 42,71        | q,    |
| 8.      | 2    | 7   | Szwajcaria               | Géraldine Frey, Sarah Atcho, Salomé Kora, Ajla Del Ponte                     | 42,73        | q     |
| 9.      | 1    | 7   | Chińska Republika Ludowa | Li He, Ge Manqi, Wei Yongli, Liang Xiaojing                                  | 42,93        | SB    |
| 10.     | 1    | 1   | Kanada                   | Crystal Emmanuel, Khamica Bingham, Jacqueline Madogo, Leya Buchanan          | 43,09        |       |
| 11.     | 1    | 6   | Polska                   | Magdalena Stefanowicz, Martyna Kotwiła, Marika Popowicz-Drapała, Ewa Swoboda | 43,19        | SB    |
| 12.     | 1    | 5   | Japonia                  | Masumi Aoki, Arisa Kimishima, Mei Kodama, Midori Mikase                      | 43,33        | NR    |
| 13.     | 2    | 5   | Holandia                 | Andrea Bouma, Zoë Sedney, Minke Bisschops, Naomi Sedney                      | 43,46 (,458) |       |
| 13.     | 2    | 6   | Dania                    | Mette Graversgaard, Mathilde Kramer, Astrid Glenner-Frandsen, Ida Karstoft   | 43,46 (,458) | NR    |
| 15.     | 2    | 3   | Ekwador                  | Yuliana Angulo, Anahí Suárez, Nicole Caicedo, Nicole Jazmine Chala           | 44,17        | SB    |
| 16.     | 1    | 2   | Irlandia                 | Joan Healy, Adeyemi Talabi, Lauren Roy, Sarah Leahy                          | 44,48        |       |

### Finał
Źródło: worldathletics.org.
| Pozycja | Tor | Państwo           | Zawodniczki                                                                    | Czas  | Uwagi |
| ------- | --- | ----------------- | ------------------------------------------------------------------------------ | ----- | ----- |
| 01 !    | 3   | Stany Zjednoczone | Melissa Jefferson, Abby Steiner, Jenna Prandini, Twanisha Terry                | 41,14 | WL    |
| 02 !    | 5   | Jamajka           | Kemba Nelson, Elaine Thompson-Herah, Shelly-Ann Fraser-Pryce, Shericka Jackson | 41,18 | SB    |
| 03 !    | 7   | Niemcy            | Tatjana Pinto, Alexandra Burghardt, Gina Lückenkemper, Rebekka Haase           | 42,03 | SB    |
| 4.      | 8   | Nigeria           | Joy Udo-Gabriel, Favour Ofili, Rosemary Chukwuma, Nzubechi Grace Nwokocha      | 42,22 | AR    |
| 5.      | 4   | Hiszpania         | Sonia Molina-Prados, Jaël Bestué, Paula Sevilla, María Isabel Pérez            | 42,58 | NR    |
| 6.      | 6   | Wielka Brytania   | Asha Philip, Imani Lansiquot, Dina Asher-Smith, Daryll Neita                   | 42,75 |       |
| 7.      | 1   | Szwajcaria        | Géraldine Frey, Mujinga Kambundji, Salomé Kora, Ajla del Ponte                 | 42,81 |       |
| 8.      | 2   | Włochy            | Zaynab Dosso, Dalia Kaddari, Anna Bongiorni, Vittoria Fontana                  | 42,92 |       |